# 萨尔瓦托雷·托迪斯科
萨尔瓦托雷·托迪斯科（義大利語：Salvatore Todisco，1961年8月30日—1990年11月25日），意大利男子拳击运动员。他曾代表意大利参加1984年夏季奥林匹克运动会拳击比赛，获得男子轻蝇量级银牌。